# ديفيد ماك إيوان
ديفيد ماك إيوان (بالإنجليزية: David McEwan)‏ (26 فبراير 1982 في المملكة المتحدة - ) هو لاعب كرة قدم بريطاني في مركز حراسة المرمى. شارك مع منتخب اسكتلندا تحت 21 سنة لكرة القدم. أما مع النوادي، فقد لعب مع ديري سيتي ونادي دمبرتون وهاميلتون أكاديميكال ونادي كلايد ونادي ألوا أثليتيك وLarkhall Thistle F.C. ‏ ونادي ليفينغستون لكرة القدم.

## وصلات خارجية
- ديفيد ماك إيوان على موقع قاعدة بيانات كرة القدم.إي يو (الإنجليزية)
- ديفيد ماك إيوان على موقع Soccerbase.com (لاعب) (الإنجليزية)